# Бакуган: Бойци в действие
„Бакуган: Бойци в действие“ е японски аниме сериал, излъчващ се Cartoon Network от 2007 г. В Япония сериалът няма успех, за разлика от САЩ и Канада, което довежда до създаването на втори сезон, озаглавен „Нова вестроя“, излъчващ се в други страни преди Япония. Третият сезон, „Нашественици от Ганделия“, продължава да се излъчва.

## Герои

### Бакуган: Бойци в действие – Нова вестроя
- Дан – Той е само 15-годишен, но у него има решимост и страст – той обича Бакуган и битките повече от всичко друго. Дан е по-скоро обигран, отколкото начетен и често се втурва в приключения с главата напред. Той бързо реагира в различни ситуации, а кръвта му кипва също толкова бързо. Като властелин на Пирос Бакуган, Дан си партнира с Драгоноид (Драго), който е получил нова форма, след съгласието си да се отдели от ядрото. Бакуган-капанът на Дан е Ско́рпион.
- Шун – Шун, 16-годишен боец, се завръща да помогне на Дан и Маручо след пропадането между измеренията. Той все още е силният, тих, наперен Бакуган майстор. Шун сега се обучава в нинджа-изкуството и е много опасен опонент. Стратегията на Шун е многопластова – той използва заблуда и е хитър и находчив в атака. Шун се бие заедно с Ингръм – летящ Вентус Бакуган, а Бакуган капанът му е Хайлаш.
- Маручо – Той дочува как Драго и Дан си говорят, че ще отидат сами в Нова Вестроя и тръгва след тях през портала. Интелигентен 13-годишен боец, той е твърде умен за годините си – една ходеща енциклопедия. Маручо постоянно изследва стратегиите за Бакуган битките като определя бойните тактики на база на задълбочено изследване на събраните данни. Като дясна ръка на Дан, той му помага в анализа за избор на най-подходящия Бакуган, който да бъде използван срещу даден противник. Единствен син на милионер, Маручо е свикнал на най-изтънчените неща в живота и понякога се глези. Маручо се бие с Елфин, Аквус Бакуган, а Бакуган капанът му е Трипод Епсилон.
- Ейс – 16-годишен, Ейс е вторият в командването на Бакуган бойците в действие. Той е красив е съсредоточен, но често – саркастичен. Ейс не мисли много-много и нерядко казва неща, за които после съжалява. Тъй като с Дан са твърде сходни характери, помежду им има постоянно напрежение. Ейс има тайно увлечение по Мира и ревнува от вниманието, което тя оказва на Дан. Неговият основен Бакуган е Пърсивал, Даркус Бакуган, а Бакуган капанът му е Фалкън Флай.
- Барон – е лоялен член на Бакуган бойците действие с нежна душа. Въпреки че Барон е млад и наивен, той е усърден и отдаден на играта. Той се прекланя пред първите земни бойци в действие и се възхищава на легендарните умения на Дан. Барон се бие с Хаос Бакуган и си партнира с Немус. Неговият Бакуган капан е Пиърсиън.
- Мира – Само на 16, Мира е лидерът на Бойците в действие. Войник по душа и притежаваща мъдрост и търпение, тя е силен водач. Сърцето е нейната най-голяма слабост – тя често се отклонява в мисли за изгубеното си семейство. Най-голямото ѝ желание е да намери изчезналия си брат, за когото смята, че сега е Спектра. Мира е Суб Тера войник; Уилда е неин пазител, а Балитон – нейният Бакуган капан.

## „Бакуган: Бойци в действие“ в България
В България сериалът започва излъчване на 1 октомври 2009 г. по Cartoon Network. През 2010 г. започва втори сезон „Нова вестроя“. На 26 март 2011 г. започва трети сезон, озаглавен „Нашествието на Ганделия“.

#### Нахсинхронен дублаж
От първи до втори сезон дублажът е на студио 1+1, а в трети до четвърти сезон дублажът е на студио „Про Филмс“.
| Роля            | Изпълнител |
| --------------- | --- |
| Дан Кузо        | Мартин Герасков |
| Руно            | Вилма Карталска |
| Маручо          | Цветослава Симеонова |
| Джули           | Златина Тасева |
| Алис            | Василка Сугарева (първи епизод) Петя Абаджиева (от втори епизод) |
| Драго           | Ненчо Балабанов |
| Рикимару        | Ненчо Балабанов |
| Маскарад        | Кирил Ивайлов |
| Мира            | Гергана Стоянова |
| Шадоу Проув     | Владимир Зомбори |
| Акира           | Василка Сугарева |
| Госпожица Пърди | Василка Сугарева |
| Други гласове   | Ася Рачева Ирина Маринова Мина Костова Живко Джуранов Емил Емилов Тодор Георгиев Цанко Тасев Мирослав Цветанов Стефан Сърчаджиев-Съра Христо Бонин Георги Тодоров Стоян Цветков |

| Пост        | Име         |
| ----------- | ----------- |
| Тонрежисьор | Недко Гигов |

Излъчва се по EKids до 2020 г. Дублажът е на студио Аста Имидж. Ролите са озвучени от Петя Абаджиева, Златина Тасева, Мартин Герасков и Станислав Пищалов.
През 2020 г. се излъчва многократно по „Супертуунс“ (Supertoons) с български войсоувър дублаж, записан в студио „Про Филмс“. Ролите се озвучават от Ива Стоянова, Евгения Ангелова, Марио Иванов, Сотир Мелев, Виктор Иванов, Борис Кашев и Симеон Дамянов. Режисьор на дублажа е Ангелина Русева.